# Remiencourt
Remiencourt – miejscowość i gmina we Francji, w regionie Hauts-de-France, w departamencie Somma.
Według danych na rok 1990 gminę zamieszkiwały 153 osoby, a gęstość zaludnienia wynosiła 32 osoby/km² (wśród 2293 gmin Pikardii Remiencourt plasuje się na 844. miejscu pod względem liczby ludności, natomiast pod względem powierzchni na miejscu 896.).